# Plavé Vozokany
Plavé Vozokany – wieś (obec) na Słowacji położona w kraju nitrzańskim, w powiecie Levice. Pierwsze wzmianki o miejscowości pochodzą z roku 1327. 
Według danych z dnia 31 grudnia 2012, wieś zamieszkiwały 852 osoby, w tym 425 kobiet i 427 mężczyzn.
W 2001 roku rozkład populacji względem narodowości i przynależności etnicznej wyglądał następująco:
- Słowacy – 97,34%
- Czesi – 0,35%
- Polacy – 0,23%
- Romowie – 1,04%
- Węgrzy – 0,58%

Ze względu na wyznawaną religię struktura mieszkańców kształtowała się w 2001 roku następująco:
- Katolicy rzymscy – 43,29%
- Ewangelicy – 42,36%
- Prawosławni – 0,23%
- Ateiści – 9,26%
- Przedstawiciele innych wyznań – 0,12%
- Nie podano – 1,16%